# Jardines de San Sebastián
Jardines de San Sebastián är en ort i Mexiko.   Den ligger i kommunen Tlajomulco de Zúñiga och delstaten Jalisco, i den centrala delen av landet, 500 km väster om huvudstaden Mexico City. Jardines de San Sebastián ligger 1 570 meter över havet och antalet invånare är 3 513.
Terrängen runt Jardines de San Sebastián är kuperad åt sydväst, men åt nordost är den platt. Terrängen runt Jardines de San Sebastián sluttar österut. Runt Jardines de San Sebastián är det tätbefolkat, med 266 invånare per kvadratkilometer. Närmaste större samhälle är Guadalajara, 16,7 km norr om Jardines de San Sebastián. Omgivningarna runt Jardines de San Sebastián är en mosaik av jordbruksmark och naturlig växtlighet.